# 분리 작업 단위
분리 작업 단위(Separative work units, SWU)는 우라늄 농축에 사용되는 단위이다.

## 설명
1SWU는 농축 우라늄 1kg을 확보하는 데 소요되는 우라늄 양을 의미한다.
예를 들면, 천연우라늄 102 kg (225 lb)에서 농축도 4.5%의 저농축 우라늄(LEU) 10 kg (22 lb)을 생산하는데 62 SWU가 필요하다. 폐기비율(tails assay)이 0.3%일 경우에.
1990년, 소련이 미국 전력회사 양키그룹과 1994년부터 2002년까지 8년동안 1kg SWU당 67.5달러에 우라늄 농축 공급 계약을 체결했다.
우라늄 농축 현물가격은 2007년 말 SWU당 143달러에서 2009년 6월 165달러 선으로 올랐다.
2010년 북한은 영변 핵시설의 우라늄 농축 공장을 미국에 최초로 공개하면서, 2,000개의 원심분리기가 8,000 SWU/년의 속도로 가동된다고 설명했다. 이정도면 농축도 90%의 고농축 우라늄(HEU) 40 kg을 생산할 수 있을 것으로 계산된다.
2010년 영변 핵시설에서 우라늄 농축 공장을 처음 방문한 지그프리드 헤커 스탠퍼드대 국제안보협력센터 소장이 8쪽의 보고서를 발표했다. 그동안 미국은 1 SWU/년의 속도인 파키스탄 P-1형 원심분리기로 추정했지만, 이번 보고서로 4 SWU/년의 속도인 파키스탄 P-2형 원심분리기라고 밝혀졌다. 헤커 소장은 연간 8000kg SWU 용량을 가진 북한의 원심분리기 2000개라면 고농축우라늄을 연간 최대 40kg까지 생산할 수 있다고 주장했다.
북한이 우라늄 농축 기술을 이란에서 넘겨받았을 것이라는 추측이 있다. 탄도미사일 기술을 이란에 넘기고 우라늄 농축 기술을 대가로 받았다는 것이다. 이란이 농축 기술을 엄청나게 축적해놓았기에 나온 추측이다. 이란은 21 SWU/년 속도인 파키스탄 P-4형 원심분리기와 동급인 IR-8형 원심분리기를 2014년에 개발 완료했다.
2018년 미국 DIA 보고서는 북한이 16,000개의 원심분리기를 가동중이라고 추측했다. 원심분리기 한개당 4 SWU 능력이면 모두 64,000 SWU/년의 농축 능력이다. 헤커 소장의 계산대로라면 320 kg의 HEU를 생산할 수 있다. 반면에 2014년 이란이 개발 성공을 발표한 IR-8형 원심분리기가 북한에 도입되었다면, 속도가 5배 빨라진다. 보통 원심분리기는 신형이 개발되면 그 공장의 기존 원심분리기를 철거하고 새 원심분리기를 교체하여 설치한다. 20 SWU/년 속도의 IR-8형 원심분리기 16,000개면 모두 320,000 SWU/년의 농축 능력으로서, 헤커 소장의 계산을 참고하면 매년 1,600 kg의 HEU를 생산할 수 있다. 북한은 최근 수소폭탄 개발에 성공하였다. 보통, 수소폭탄 개발에 성공하면 기존 히로시마 핵폭탄 개발수준인 16 kg HEU로 20 kt 핵폭탄 한발이 아니라 5 kg HEU로 20 kt 핵폭탄 한발을 생산할 수 있는 것으로 평가받는다.
높이 1∼2m, 지름 20cm 크기 가스 원심분리기 1개의 분리능력은 약 5SWU로 핵무기급 우라늄을 연 30g 정도 생산할 수 있다. 2000개면 매년 48 kg의 HEU를 생산할 수 있다.
한국국방연구원(KIDA) 함형필 박사는 최근 북한 UEP 관련 보고서에서 2000~3000기의 원심분리기로 된 소규모 농축공장은 연간 5000kg SWU, 핵폭탄 2발의 생산능력을 가진 원심분리공장으로, 지하 600~700m2(180 평) 공간이면 설치가 충분하며, 전력 규모도 약 500~1000㎾ 정도면 돼 전력사정이 좋지 않은 북한으로서도 큰 부담이 되지 않는다고 보았다.

## 같이 보기
- 가스 원심분리기